# 旅遊事務署

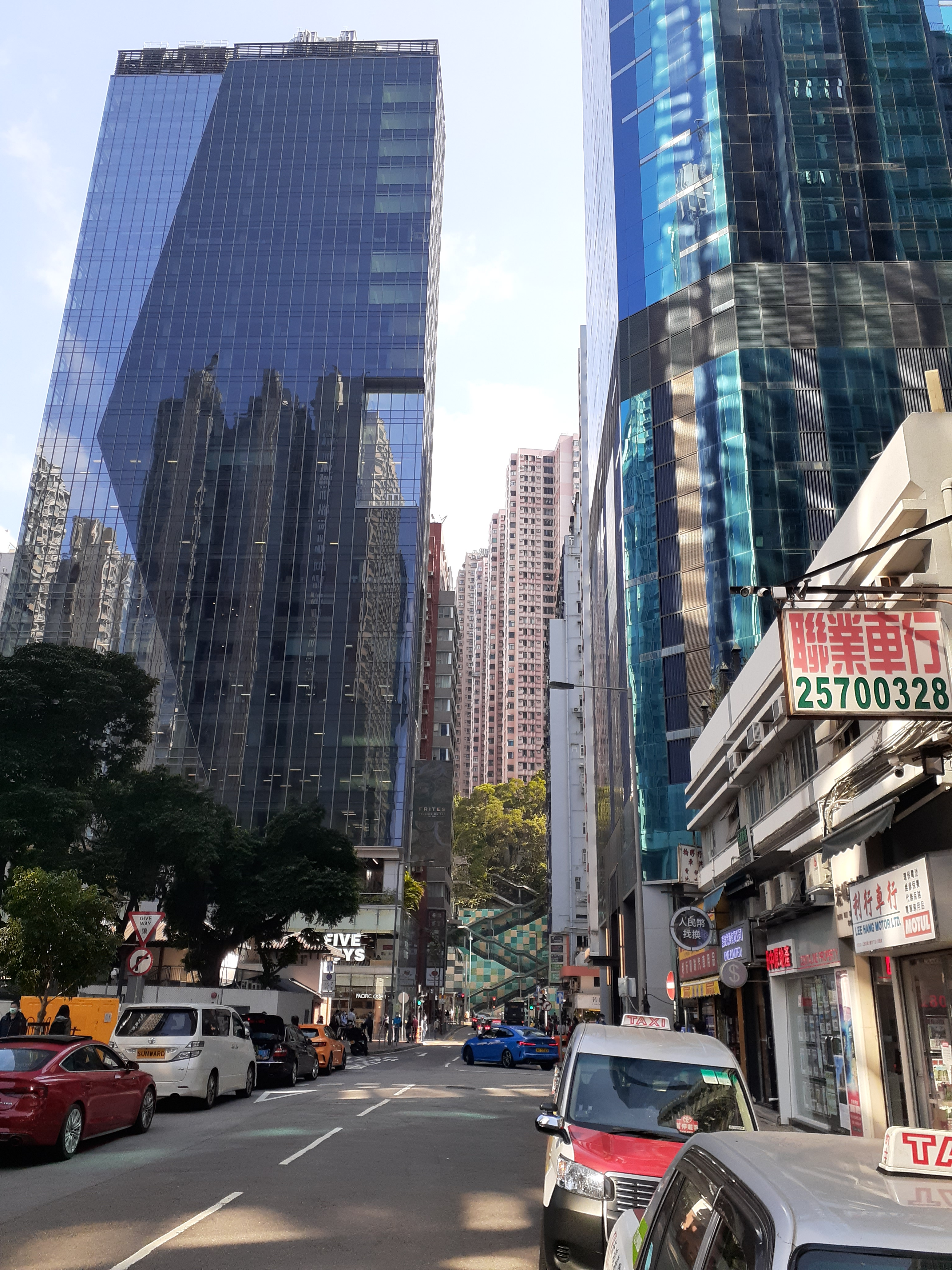
旅遊事務署總部位於炮台山港匯東（圖左建築）

旅遊事務署（英語：Tourism Commission，縮寫：TC）是香港文化體育及旅遊局轄下的部門，專責統籌政府內部各項發展旅遊業的事務，並且提供更佳的政策支援，以推動香港旅遊業，其責任是確立和促進香港作為亞洲首要的國際城市及世界級的度假和商務旅遊目的地。此外，旅遊事務署亦領導及協調各決策局和部門，推行對香港旅遊業相關的政策和措施，統籌與旅遊業界的聯繫及協調各界推動香港旅遊業的發展。現任旅遊事務專員為張馮泳萍，旅遊事務副專員為朱瑞雯。

## 歷史
旅遊事務署於1999年5月成立，原本隸屬於經濟發展及勞工局經濟發展科，於2007年7月1日，決策局重組後，其被納入新成立的商務及經濟發展局工商及旅遊科，於2022年7月1日，決策局重組後，其被納入新成立的文化體育及旅遊局。

## 歷任旅遊事務專員
- 盧維思（1999年5月17日─2000年12月6日）
- 黎高穎怡（2000年12月7日─2003年2月22日）
- 鄭汝樺（2003年3月17日─2006年4月9日）
- 區璟智（2006年5月3日─2008年11月）
- 方舜文（2008年11月27日─2009年11月）
- 容偉雄（2010年2月1日─2014年12月21日）
- 朱曼鈴（2014年12月22日─2018年1月31日）
- 黃智祖（2018年2月1日─2021年4月14日）
- 沈鳳君（2021年4月15日一2024年7月28日）
- 張馮泳萍（2024年8月12日一）

## 外部連結
- 香港特別行政區政府 旅遊事務署 （页面存档备份，存于）

1. ↑  . 旅遊事務署. 旅遊事務署.   [2023-12-18]. （原始内容存档于2024-01-14）.